# Kwietnikowy Kocioł
Kwietnikowy Kocioł (słow. Kvetnicový kotol) – duży cyrk lodowcowy w słowackich Tatrach Wysokich, znajdujący się w południowo-zachodnich stokach Granatów Wielickich, opadających w kierunku Doliny Wielickiej. Jest to położony najdalej na północny zachód z trzech większych kotłów (pozostałe to Dwoisty Kocioł i Granacki Kocioł) przecinających trasę Granackiej Ławki – systemu zachodów i półek biegnących pomiędzy Granackimi Turniami a Granackimi Basztami.
Kocioł znajduje się w miejscu, w którym rozszerza się Kwietnikowy Żleb (Kvetnicový žľab). Żleb rozgałęzia się w kotle oraz powyżej niego na kilka odnóg, wiodących na okoliczne przełęcze: Zwalisty Przechód, Zwodną Ławkę, Podufałą Przełączkę i Podufały Przechód. Główne ramię pnie się na Kwietnikową Przełączkę.
W niższych partiach kocioł ograniczają Zwalista Baszta (od północnego zachodu) i Podufała Baszta (od południowego wschodu). Po prawej (od dołu) stronie kotła widoczna jest wyraźna rynna wiodąca na Podufały Przechód, po której lewej stronie tkwi ciemna Kwietnikowa Strażnica.
Przez dno Kwietnikowego Kotła biegnie ścieżka ciągnąca się Granacką Ławką na odcinku łączącym Podufały Przechód i Zwalisty Przechód.